# Vera C. Bushfield
Vera C. Bushfield (Miller, 1889. augusztus 9. – Fort Collins, 1976. április 16.) az Amerikai Egyesült Államok szenátora (Dél-Dakota, 1948).